# Дрегушеній-Ной
Дрегушеній-Ной (рум. Drăgușenii Noi) — село у Гинчештському районі Молдови. Адміністративний центр однойменної комуни, до складу якої також входить село Городка.

## Населення
За даними перепису населення 2004 року у селі проживали 1913 осіб.
Національний склад населення села:
| Національність       | Кількість осіб | Відсоток |
| -------------------- | -------------- | -------- |
| молдавани            | 1903           | 99,5%    |
| українці             | 6              | 0,3%     |
| росіяни              | 2              | 0,1%     |
| гагаузи              | 1              | 0,1%     |
| інша / без відповіді | 1              | 0,1%     |
| Всього               | 1913           | 100%     |